# Pedro José Carbo y Noboa

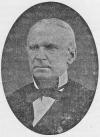
Don Pedro José Carbo y Noboa

Pedro José Carbo y Noboa (Guayaquil, 1813 - aldaar, 24 december 1894) was een Ecuadoraans politicus. Hij was de zoon van Coronel José Carbo Unzueta en Josefa Noboa y Arteta.
Pedro Carbo nam deel aan de opstand tegen dictator Mario Ignacio de Veintemilla (1882-1883) die in januari 1883 resulteerde in de verdrijving van de dictator uit Quito. Carbo kwam in september 1883 in opstand tegen de voorlopige regering in Quito en was Jefe Supremo ("Opperste Leider") van de provincie Guayas van 17 september 1883 tot 11 oktober 1883, toen hij zijn verzet opgaf naar aanleiding van het aantreden van iterim-staatshoofd Ramón Antonio Borrero y Cortázar.